# Lucius Appuleius Saturninus
Pour les articles homonymes, voir Saturninus.
Lucius Appuleius Saturninus (138 - lapidé par les sénateurs le 10 décembre 100 av. J.-C.) est un homme politique romain appartenant au "parti" des populares, ayant vécu à la fin du IIe siècle av. J.-C. Lucius Appuleius Saturninus, auquel il convient d'adjoindre Caius Servilius Glaucia, se situe dans la lignée des Gracques, il est un de leurs successeurs, et, après une période de réaction qui succéda à leurs morts, il s'attacha à restaurer leur œuvre législative[réf. nécessaire]. La datation précise de certaines des lois de Saturninus fait encore l'objet de débats. Est ici en cause le fait qu'il accomplit son œuvre législative alors qu'il était tribun, charge qu'il assuma à deux reprises, en 103 et en 100 av. J.-C. Les événements politiques de cette fin de IIe siècle allaient conduire à une alliance avec Caius Marius, qui prit appui sur lui et sur Glaucia pour s'imposer au consulat plusieurs années successives. 

## L'alliance entre Saturninus, Glaucia et Marius dans son contexte historique
Cette alliance, qui allait voir Saturninus occuper la scène politique romaine durant plusieurs années, présente un triple contexte.
Il y a tout d’abord le contexte de la période de remise en cause des réformes des Gracques : Tiberius Sempronius Gracchus et Caius Sempronius Gracchus. Ceux-ci, autour des décennies 130-120 av. J.-C., avaient promulgué une série de lois qui allaient faire date dans l’histoire romaine, cristalliser la scission de la société romaine entre populares et optimates, et marquer le début de ce qu’Appien nommera les Guerres civiles, qui ne prendront fin qu’avec l’avènement d’Auguste. Ces réformes concernaient essentiellement la question de l’approvisionnement de Rome en vivres et l’accès de la plèbe urbaine à ceux-ci, c’est-à-dire à bas prix. Fut donc votée en 123 av. J.-C. une Lex Sempronia frumentaria, assurant l’accès pour la plèbe urbaine à un blé fourni par l’Etat. Une seconde question était agraire. La période précédente avait vu la concentration de la propriété foncière entre les mains d’une fraction réduite de grands propriétaires fonciers (c’était alors l’avènement des latifundia), l’emploi de plus en plus fréquent d’une main d’œuvre servile dans ces domaines, et à l’autre pôle une foule de petits paysans appauvris ou sans terres. Or, à cette époque, le recrutement de l’armée romaine se faisait en fonction du cens (des richesses déclarées par les citoyens romains), et une telle situation compromettait le recrutement et le fonctionnement de l’armée. C’est à ces questions que s’attaquaient les Gracques. À partir de 111-109 av. J.-C., une série de lois allait remettre en cause la législation des Gracques, sur la question du statut juridique des terres distribuées alors. Marius reprit donc la question du recrutement dans l’armée, mais par un autre biais. L'historiographie fait l'hypothèse que s’émancipant du problème censitaire pour le recrutement, Marius allait décider que celui-ci s’effectuerait dans l’ordre des candidatures uniquement, ouvrant ainsi celui-ci aux capite censi. Toutefois, cette hypothèse n'est aucunement vérifiée par les sources et fait aujourd'hui débat. La question de la terre n’était que remise à plus tard, après le temps de service, et c’est là qu’interviendraient les deux lois agraires de Saturninus, destinées à lotir les vétérans de Marius.
Il y a ensuite celui de la rivalité entre Marius et Quintus Caecilius Metellus, dont le premier, homo novus, était client des Caecilii Metelli. Dans un premier temps placé sous le commandement de Q. Caecilius Metellus lors de la guerre de Jugurtha, Marius allait en 108 profiter d’une mission que lui avait confiée Metellus pour se faire élire consul pour l’année 107 av. J.-C., et se faire confier la suite des opérations militaires en Afrique. Pour y parvenir, il s’allia à deux tribuns de la plèbe, Caius Coelius Caldus et Titus Manlius Mancinus, préfigurant ainsi l’alliance qui allait suivre trois ans plus tard avec Saturninus et Glaucia.
Enfin, il y a celui de la défaite subie à Arausio: en Octobre 105 av. J.-C., les armées romaines, intervenant contre les Cimbres et les Teutons qui, descendus du Jutland, avaient traversé la Gaule, menaçant l’Espagne et l’Italie. Cnaeus Mallius Maximus, en qualité de consul, et Quintus Servilius Caepio, en qualité de proconsul, ne parvinrent pas à s’entendre pour la direction des opérations, conduisant à une terrible défaite, où l’armée romaine perdit 80 000 hommes en une journée. La défaite d'Orange allait déclencher à Rome une crise politique grave, dans laquelle Marius, revenant d’Afrique après sa victoire sur Jugurtha, allait être prestement élu consul pour une seconde fois, et chargé de la direction des opérations en Gaule. Caepio allait être destitué de son imperium par un plébiscite, chose jamais vue encore.

## Biographie
Selon Plutarque, c'est dans le cadre de la rivalité entre Marius et Quintus Caecilius Metellus Numidicus que le premier prend appui sur Saturninus et Caius Servilius Glaucia. Ces faits sont à situer juste après la guerre de Jugurtha, Marius triomphant à Rome en janvier 104 av. J.-C., et après la défaite de Cnaeus Mallius Maximus et de Quintus Servilius Caepio à Orange, face aux invasions des Cimbres et des Teutons. Marius se verra alors confier un second consulat pour l'année 104, ainsi que la direction des opérations militaires, tandis que Saturninus entamera son cursus honorum cette même année, et que Glaucia exercera peut-être pour la première fois le tribunat.
Saturninus devint donc questeur, à Ostie en 104 av. J.-C., dans une période de cherté des vivres. Alors que la tâche de remédier à ces maux aurait dû lui incomber, le Sénat désigna de manière exceptionnelle M. Scaurus, alors princeps senatus, à l'intendance des blés, qui parvenant à Ostie, servaient ensuite à approvisionner Rome.
Avec Caius Servilius Glaucia, préteur urbain en 100 av. J.-C. et candidat en 99 à la magistrature suprême, le consulat, ils n'hésitent pas à faire assassiner leurs concurrents aux élections et entreprennent une politique législative heurtant les intérêts des optimates, avec une loi frumentaire pour diminuer le prix du blé public (fixé par Caius Gracchus) et une loi agraire devant servir à lotir les vétérans des armées de Marius,. 
Dans le contexte de la brigue pour les élections consulaires et prétoriennes devant se tenir le 9 décembre 100, de graves troubles éclatent dans la capitale, conduisant le sénat à prononcer un senatus consultum ultimum obligeant le consul en poste Marius à éliminer ses propres partisans. Saturninus venait ou allait se faire réélire tribun pour l'année 99.
Les insurgés sont arrêtés et massacrés sans procès par leurs opposants, les lois sont abrogées.

## Œuvre législative
Rome doit à Saturninus un certain nombre de lois, dont les plus célèbres restent une loi agraire et une loi frumentaire. Cette œuvre est cependant difficilement dissociable de celle de Glaucia, qui se complétaient l'une-l'autre. En témoigne le choix de Jean-Louis Ferrary de consacrer une étude sur la législation des deux personnages, sans les séparer. Cette œuvre commune s'étendit également au domaine judiciaire.

### Rogatiosur le prix du modius de blé

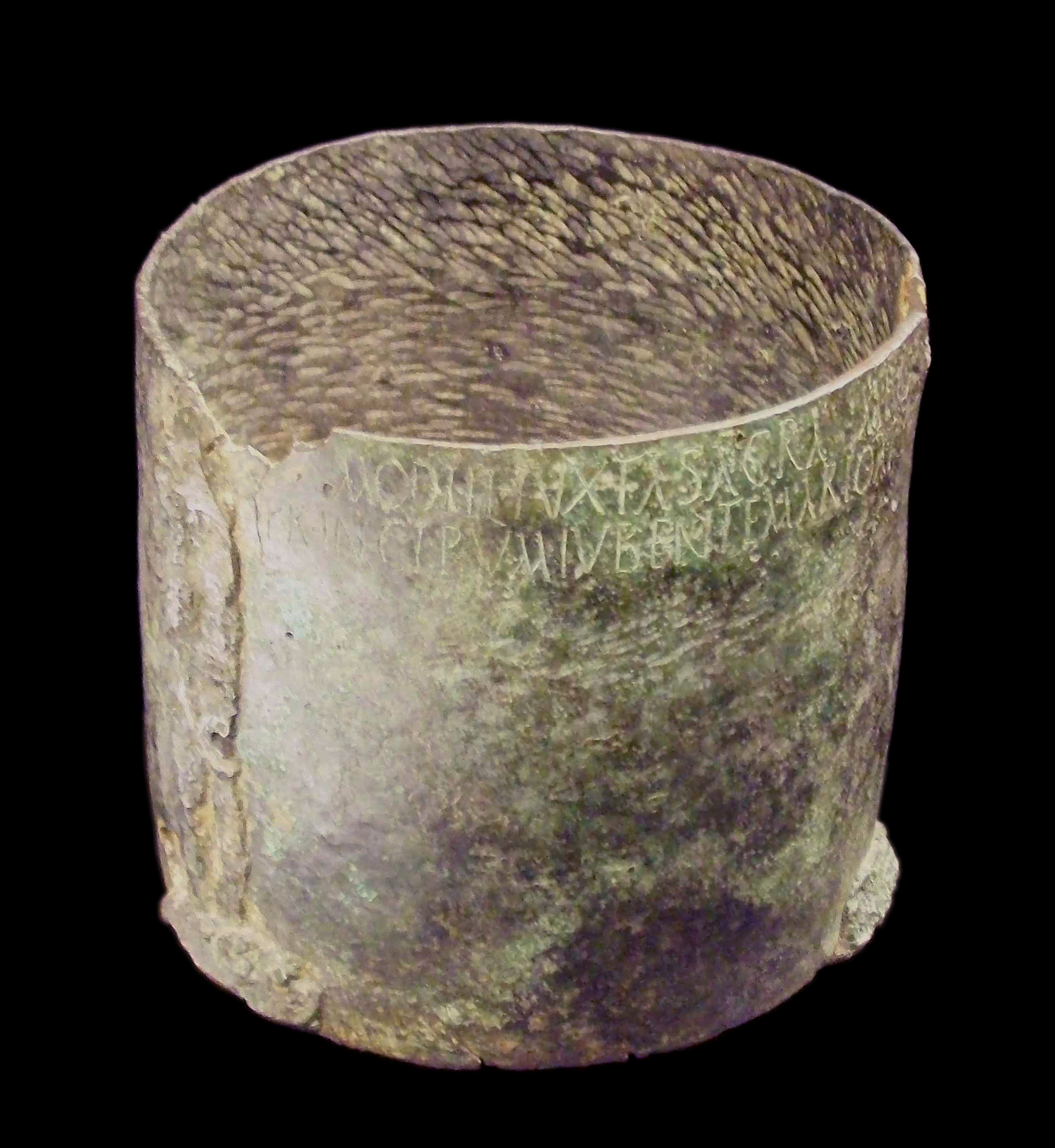
Un muid (modius) du IVe siècle

Le contexte de cette rogatio est celui d'une augmentation des prix du blé due aux troubles sociaux qui agitaient la Sicile, lors de la révolte des esclaves de l'île, entre 104 et 100 av. J.-C.. La Sicile était alors l'une des principales pourvoyeuses de céréales pour Rome. Cette question des prix se posait déjà en 104, lorsque à M. Scaurus incomba la tâche d'y remédier (cf. supra). Au-delà de cette question des prix, les lois frumentaires, dont cette rogatio fait partie, visaient également à organiser l'approvisionnement de Rome, à une époque où l'Urbs grandit de manière démesurée, et où les campagnes environnantes ne suffisent plus pour cela. La datation de cette rogatio est incertaine : soit en 103, soit en 100. Certains détails nous en sont connus par Cicéron, qui, s'il ne mentionne pas les prix initiaux du modius de blé, nous apprend que Saturninus "se disposait à faire porter la loi sur les distributions de blé au prix d'un demi-as et d'un tiers d'as". Il semble selon Claude Nicolet que cette mesure ne soit pas passée, mais que le Sénat en ait pris d'autres cependant, moins ruineuses, ce dont témoignerait l'émission d'une série monétaire au nom des deux questeurs urbains du moment, Pison et Caepio, le fils du Caepio consul en 106, et portant au droit la légende PISO CAEPIO Q(uaestores) et au revers la légende AD FRV(mentum) EMV(ndum) EX S.C,.

### Lex appuleia de maiestate
Cette loi, dont la datation reste encore incertaine, soit en 103, plus certainement en 100 av. J.-C. selon Jean-Louis Ferrary, visait à créer des tribunaux (quaestiones) destinés à juger les crimes portant atteinte à la majesté du peuple romain (maiestas populi Romani), préfigurant ainsi ce qu'allaient devenir les crimes de lèse-majesté. La notion de "majesté du peuple romain" existait déjà auparavant, mais l'atteinte à cette "majesté" servait tout au plus d'argument à charge dans des procès à visée plus large. La nouveauté introduite ici par Saturninus est d'en faire un délit à part entière et d'instituer des tribunaux chargés spécialement de les juger. Cette loi, à l'origine dirigée contre les optimates, allait se retourner contre les populares proches de Saturninus et servir, en 98 av. J.-C., à faire condamner Sextius Titius et C. Appuleius Decianus, tribuns en 99.

## Sources antiques
- Plutarque, Vies parallèles des hommes illustres, Vie de Marius, 14 ; 28-30.
- Aurelius Victor, Liber de viris illustribus, 73.
- Appien, Les guerres civiles, I, 28-34.
- Tite-Live, Periochae, 69.
- Cicéron, Pro Sestio, 17 ;  De Haruspicum responsis, XX, 43.
- Rhetorica ad Herennium, I, 12.